# Capitão-mor do mar
O cargo de Capitão-Mor do Mar como capitão-general foi criado, em 1373, pelo Rei D. Fernando I para complementar o Almirante de Portugal no comando da Marinha Portuguesa no decorrer da Segunda Guerra Fernandina.
Como o almirante Lançarote Pessanha se tivesse revelado ineficaz na defesa marítima de Lisboa, permitindo o desembarque e subsequente incêndio da capital pelas forças de Henrique II de Castela, o monarca português destituiu-o do cargo, nomeando Almirante de Portugal João Afonso Teles de Menezes, Conde de Barcelos e de Ourém, e criando o cargo de capitão-mor-do-mar, ficando este a comandar as naus da armada real, e aquele, como comandante das galés (pelo que, aparentemente, portanto, a distinção entre o almirante e o capitão-mor-do-mar residiria no tipo de embarcações que cada um capitaneava).
Este título e respetiva função foi, pela primeira vez, atribuído partir de 23 de Julho de 1423 por D. João I. Depois, na vaga de Afonso Furtado, dado pelo seu filho D. Duarte I de Portugal em 5 de Julho de 1434, a D. Álvaro Vaz de Almada e dá-lhe poder para que "possa prender todos aqueles que lhe mal mandados forem, e não quiserem fazer o que lhes mandar ao nosso serviço (..) e possa em eles fazer justiça (..)". Debaixo dessa alçada "estão patrões, alcaides, arrais, petintais, comitres, besteiros, galiotes, mareantes e marinheiros". Acrescentando que daria apelação ao rei de penas corporais ou sentenças até 10 cruzados de ouro, podendo mandar executar de imediato a sua decisão nos outros casos.
A sua jurisdição era igual ao de Almirante, e executava as suas sentenças sem apelação, tirando o caso de morte que era obrigado dá-la ao monarca.
O capitão-mór do mar deveria ter também possibilidade de ter a seu cargo outros importantes oficiais pois a 12 de Novembro de 1469, D. Afonso V concede licença a D. Fernando de Almada, seu conselheiro régio e capitão-mor do reino, para poder nomear na cidade do Porto, um alcaide do mar.
No século XVII o cargo de Capitão-Mor passou a designar-se "Capitão-General da Armada Real dos Galeões de Alto Bordo do Mar Oceano", já quase meramente honorífico.
Terá sido Martinho de Melo e Castro, Secretário de Estado da Marinha e Ultramar durante o governo de D. Maria I, que o viria a suprimir assunindo-o para si.

## Lista de Capitães mores do mar
- Gonçalo Tenreiro, que depois foi mestre da Ordem de Cristo[4].
- Afonso Furtado
- João Vasques de Almada[6]
- Álvaro Vaz de Almada, 1º Conde de Avranches[7]
- Fernando de Almada, 2º Conde de Avranches
- Antão de Almada, 3º Conde de Avranches
- Fernando de Almada, 4º Conde de Avranches

## Lista de Capitão-General da Armada Real dos Galeões de Alto Bordo do Mar Oceano
- D. João da Bemposta (†1782)[1].
- D. Pedro José de Noronha Camões de Albuquerque Moniz de Sousa (†1788), 4.º Conde de Vila Verde e 3.º Marquês de Angeja[1].
- Martinho de Melo e Castro (†1795)[1].

## Lista de Capitães mores do mar da Índia
Patente mais importante a seguir ao de vice-rei.
- Vicente Sodré
- Garcia de Noronha
- Álvaro da Gama
- Estêvão da Gama (1503)
- Manuel Teles de Vasconcelos ou Aleixo de Meneses (1504[8])
- D. Luís de Meneses (1524)
- António de Miranda de Azevedo (1527)
- Martim Afonso de Sousa (1533[9])
- António de Saldanha (1535[10])
- D. Álvaro de Castro (1547[11]), filho de D. João de Castro vice-rei da Índia.